# 도전, 내가 최고
《도전, 내가 최고》는 대한민국의 KBS에 1994년 2월 27일부터 1994년 10월 2일까지 방영된 예능 프로그램이다.

## 기획 의도
전문요리사들의 요리경연을 통해 요리가 예술로까지 승활될 수 있음을 인식시키는 조리사를 부각시켜 우리 음식문화의 질과 차원을 한 단계 높이는데 이바지함.

## 방송 시간
- KBS 2TV - 1994년 2월 27일 ~ 1994년 10월 2일 : 매주 일요일 오전 10시 ~ 11시 10분

## 역대 진행자
- 김정균
- 왕종근
- 강문희
- 강지은

## 제작진
- 구성 : 서인동, 전혜란
- 연출 : 신상용, 임대배, 감석희

## 같이 보기
- 요리사
- 조리사